# تصفيات كأس العالم 1986 (آسيا)
فيما يلي تواريخ ونتائج جولات تصفيات كأس العالم لكرة القدم لعام 1986 لمنطقة آسيا. وقد شارك في المنافسة 28 فريقا آسيويا. بيد أن تايبيه الصينية عينت في المنطقة الأوقيانوسية بدلا من ذلك. وقد تم التخصيص للمنطقة الاسيوية مكانين (من أصل 24) في البطولة النهائية. وقد أخذت جمهورية كوريا والعراق على عاتقهما بطاقتي آسيا.

## منطقة آسيا أ

### الجولة الأولى

#### المجموعة 1A
| فريق                     | لعب    | ف      | ت      | خ      | له     | عليه   | ف.أ    | نقاط   |
| ------------------------ | ------ | ------ | ------ | ------ | ------ | ------ | ------ | ------ |
| الإمارات العربية المتحدة | 2      | 1      | 1      | 0      | 1      | 0      | +1     | 3      |
| السعودية                 | 2      | 0      | 1      | 1      | 0      | 1      | −1     | 1      |
| عمان                     | انسحبت | انسحبت | انسحبت | انسحبت | انسحبت | انسحبت | انسحبت | انسحبت |

|                          | سلطنة عمان | السعودية | الإمارات العربية المتحدة |
| ------------------------ | ---------- | -------- | ------------------------ |
| عمان                     | –          | -        | -                        |
| السعودية                 | -          | –        | 0–0                      |
| الإمارات العربية المتحدة | -          | 1–0      | –                        |

#### المجموعة 1B
| فريق   | لعب    | ف      | ت      | خ      | له     | عليه   | ف.أ    | نقاط   |
| ------ | ------ | ------ | ------ | ------ | ------ | ------ | ------ | ------ |
| العراق | 4      | 3      | 0      | 1      | 7      | 6      | +1     | 6      |
| قطر    | 4      | 2      | 0      | 2      | 6      | 3      | +3     | 4      |
| الأردن | 4      | 1      | 0      | 3      | 3      | 7      | −4     | 2      |
| لبنان  | انسحبت | انسحبت | انسحبت | انسحبت | انسحبت | انسحبت | انسحبت | انسحبت |

|        | العراق | الأردن | لبنان | قطر |
| ------ | ------ | ------ | ----- | --- |
| العراق | –      | 2–0    |       | 2–1 |
| الأردن | 2–3    | –      | –     | 1–0 |
| لبنان  |        | –      | –     |     |
| قطر    | 3–0    | 2–0    |       | –   |

#### المجموعة 2A
| فريق          | لعب | ف | ت | خ | له | عليه | ف.أ | نقاط |
| ------------- | --- | - | - | - | -- | ---- | --- | ---- |
| سوريا         | 4   | 3 | 1 | 0 | 5  | 0    | +5  | 7    |
| الكويت        | 4   | 2 | 1 | 1 | 8  | 2    | +6  | 5    |
| اليمن الشمالي | 4   | 0 | 0 | 4 | 1  | 12   | −11 | 0    |

|               | الكويت | الجمهورية العربية اليمنية | سوريا |
| ------------- | ------ | ------------------------- | ----- |
| الكويت        | –      | 5–0                       | 0–0   |
| اليمن الشمالي | 1–3    | –                         | 0–1   |
| سوريا         | 1–0    | 3–0                       | –     |

#### المجموعة 2B
| فريق          | لعب     | ف       | ت       | خ       | له      | عليه    | ف.أ     | نقاط    |
| ------------- | ------- | ------- | ------- | ------- | ------- | ------- | ------- | ------- |
| البحرين       | 2       | 1       | 1       | 0       | 7       | 4       | +3      | 3       |
| اليمن الجنوبي | 2       | 0       | 1       | 1       | 4       | 7       | −3      | 1       |
| إيران         | استبعدت | استبعدت | استبعدت | استبعدت | استبعدت | استبعدت | استبعدت | استبعدت |

|               | البحرين | إيران | جمهورية اليمن الديمقراطية الشعبية |
| ------------- | ------- | ----- | --------------------------------- |
| البحرين       | –       | –     | 3–3                               |
| إيران         | –       | –     | –                                 |
| اليمن الجنوبي | 1–4     | –     | -                                 |

### الجولة الثانية
| الفريق الأول             | إجم.                          | الفريق الثاني | مباراة الذهاب | مباراة الإياب |
| ------------------------ | ----------------------------- | ------------- | ------------- | ------------- |
| الإمارات العربية المتحدة | 4–4 (قانون أهداف خارج الديار) | العراق        | 2–3           | 2–1           |
| البحرين                  | 1–2                           | سوريا         | 1–1           | 0–1           |

#### المحطة الأولى
| الإمارات العربية المتحدة           | 2–3    | العراق                             |
| ---------------------------------- | ------ | ---------------------------------- |
| عدنان الطلياني 15', · فهد خميس 60' | Report | حسين سعيد 42', 79' · حارس محمد 81' |

| البحرين  | 1–1    | سوريا          |
| -------- | ------ | -------------- |
| Issa 42' | Report | نزار محروس 61' |

#### المحطة الثانية
| العراق        | 1–2    | الإمارات العربية المتحدة         |
| ------------- | ------ | -------------------------------- |
| كريم صدام 88' | Report | فهد خميس 2' · عدنان الطلياني 60' |

4–4 في الإجمالي, تقدم العراق إلى الجولة النهائية للمنطقة أ في قانون أهداف خارج الديار.
| سوريا                | 1–0    | البحرين |
| -------------------- | ------ | ------- |
| عبد القادر كردغلي 4' | Report |         |

تقدمت سوريا إلى الجولة النهائية للمنطقة أ.

### الجولة النهائية
| الفريق الأول | إجم. | الفريق الثاني | مباراة الذهاب | مباراة الإياب |
| ------------ | ---- | ------------- | ------------- | ------------- |
| سوريا        | 1–3  | العراق        | 0–0           | 1–3           |

#### المحطة الأولى
| سوريا | 0–0    | العراق |
| ----- | ------ | ------ |
|       | Report |        |

#### المحطة الثانية
| العراق                                               | 3–1    | سوريا             |
| ---------------------------------------------------- | ------ | ----------------- |
| حسين سعيد 28' · شاكر محمود 49' · خليل محمد علاوي 72' | Report | وليد أبو السل 54' |

فاز العراق 3–1 في الإجمالي وتأهل إلى كأس العالم 1986.

## الهدافون
7 أهداف
| - Lau Wing-Yip |

6 أهداف
| - Zhao Dayu |

5 أهداف
| - كازوشي كيمورا |

4 أهداف
| - Liu Haiguang - Mak King-Fun - Bambang Nurdiansyah | - ديدي سليمان - حسين سعيد - هيرومي هارا | - هو جونغ مو |

3 أهداف
| - لي هوي - Zuo Shusheng - وان تشي كيونغ | - أحمد راضي - تاكاشي ميزوما - أكيهيرو نيشيمورا | - Salah Al-Hasawi - Zainal Abidin Hassan |

هدفين
| - Ibrahim Al-Hardan - Ibrahim Farhan - Ashrafuddin Chunnu - Yang Zhaohui - Lai Wing-Cheung - Krishanu Dey - Bikash Panji | - خليل محمد علاوي - Abdul-Aziz Al-Anbari - فيصل الدخيل - Alberto Carvalhal - Dollah Salleh - منصور مفتاح - بيون بيونغ-جو | - كيم جو سونغ - لي تاي هو - Mahmoud Al-Sayed - وليد أبو السل - عدنان الطلياني - فهد خميس |

هدف واحد
| - Rahman Hisham Abdullah - Yousif Al-Sobaei - Adnan Ali Deif - Ebrahim Isa - Ashis Bhadra - Kaiser Hamid - Elias Hossein - Zainudin Kassim - Ahmed Rahim - جيا شيوكوان - Lin Lefeng - Lin Qiang - Wang Huiliang - Cheung Chi Tak - Cheung Ka-Ping - كو كام فاي - Lee Wai-Shan - Camilo Gonsalves - Shishir Ghosh - Narendar Thapa - Herry Kiswanto | - كريم محمد علاوي - شاكر محمود - حارس محمد - وميض منير - كريم صدام - كويتشي هاشيراتاني - هيساشي كاتو - جمال أبو عابد - Rateb Al-Dawud - Issam Said Saleh - Jamal Yaqoub - Meng Kam Jong - Daniel Pinto - يونس ألف - Han Hyong-Il - Song Chul Yu - Yung Jong-Sung - Abdulnaser Abbas - Mohammed Khalifa Al-Ammari - Ahmed Issa Al-Mohannadi - Ali Mohammed Al-Saadah | - Adel Malulla - Au-Yeong Pak Kuan - Yahya Madon - تشو مين-كوك - تشوي سون-هو - تشونغ جونغ-سو - تشونغ يونغ هوان - Kim Suk-Won - بارك تشانغ-سون - أبو بكر الماس - Adnan Ahmed Al-Sabbou - Tariq Abdullah Kassim - Wagdan Mahmoud Shadli - Radwan Al-Shaikh - عبد القادر كردغلي - نزار محروس - Marwan Medrati - Thanis Areesngarkul - Narasek Boongeang - Vitoon Kijinongholsak - Sakdarin Thongnee |

هدف ذاتي
| - Ng Chi Kit (playing against منتخب الصين لكرة القدم) - Rupak Ray Sharma (playing against منتخب كوريا الجنوبية لكرة القدم) |

## وصلات خارجية
- FIFA.com Reports
- RSSSF Page
- Results and scorers